# شوزو ماتشيدا
شوزو ماتشيدا (باليابانية: 町田 秀三) (21 أكتوبر 1973 في توتشيغي في اليابان – )؛ هو لاعب كرة قدم سابق كان يلعب كلاعب وسط.